# Fürsteneck
Fürsteneck là một đô thị thuộc huyện Freyung-Grafenau trong bang Bayern nước Đức. Đô thị Fürsteneck có diện tích 10,42 km², dân số thời điểm 31 tháng 12 năm 2006 là 954 người.